# Чаккірако
Чаккірако (яп. チャッキラコ) — це танець, який виконують на фестивалі в Міурі, Японія, щоб відсвяткувати Новий рік і принести удачу, особливо під час риболовлі.
У 1976 році уряд Японії визнав цей танець нематеріальною культурною спадщиною, що підлягає охороні. У 2009 році його було внесено до Репрезентативного списку нематеріальної культурної спадщини людства ЮНЕСКО. У 2022 році членство було скасоване, а танець включено в ширшу тему Фурю-одорі.
Танець виник у період Едо під впливом танців приїжджих моряків. До середини вісімнадцятого століття він став вітриною для місцевих дівчат. Щороку в середині січня десять-двадцять дівчаток у різнокольорових кімоно віком від 5 до 12 років виконують танок біля храму або перед будинками. Їх супроводжують п'ять-десять старших жінок, які співають a capella.